# Demultiplexación
En telecomunicación, la demultiplexación es la recuperación de dos o más canales de información en un solo medio de transmisión usando un dispositivo llamado demultiplexor.

## Mecanismo de la demultiplexación
La capa de transporte determina a qué proceso de la capa de aplicación debe entregar los paquetes que recibe de la capa de red consultando los números de puerto destino/origen y las direcciones IP destino/origen, a partir de esta 4-tupla (UDP solo utiliza el número de puerto destino) el protocolo puede saber que proceso de la capa de aplicación debe recibir el paquete. El proceso inverso se conoce como multiplexación.

### Multiplexación por división de tiempo o por división de frecuencia
Las dos formas básicas de multiplexación son la multiplexación por división de tiempo o TDM (Time-division multiplexing) y la multiplexación por división de frecuencia o FDM (Frequency-division multiplexing).

### Tipos de multiplexación
En informática, la multiplexación se refiere al mismo concepto si se trata de buses de datos que haya que compartir entre varios dispositivos (discos, memoria, etc). 
Otro tipo de multiplexación en informática es el de la unidad central de proceso (CPU), en la que a un proceso le es asignado un quantum de tiempo durante el cual puede ejecutar sus instrucciones, antes de ceder el sitio a otro proceso que esté esperando en la cola de procesos listos a ser despachado por el planificador de procesos. También en informática, se denomina multiplexar a combinar en un mismo archivo contenedor, varias pistas de dos archivos, por ejemplo de audio y vídeo, para su correcta reproducción.

## Desmultiplexación de paquetes en protocolos de la capa de transporte del modelo OSI
La capa de transporte determina a qué proceso de la capa de aplicación debe entregar los paquetes que recibe de la capa de red consultando los números de puerto destino/origen y las direcciones IP destino/origen, a partir de esta 4-tupla (UDP solo utiliza el número de puerto destino) el protocolo puede saber que proceso de la capa de aplicación debe recibir el paquete. Este proceso se denomina Desmultiplexación. El proceso inverso se denomina Multiplexación.
- Datos: Q8354694